# 東京ダービー (競馬)
東京ダービー（とうきょうダービー）は特別区競馬組合が大井競馬場ダート2000mで施行する地方競馬の重賞競走（ダートグレード競走、JpnI）である。2024年より正式名称は、「農林水産大臣賞典 東京ダービー」。
2023年までは南関東公営競馬の3歳クラシック三冠の第2冠として、南関東グレードのSIに格付けされていた。
副賞は、 農林水産大臣賞、特別区競馬組合管理者賞、日本中央競馬会理事長賞、日本馬主協会連合会長奨励賞、日本地方競馬馬主振興協会会長賞、地方競馬全国協会理事長賞、全国公営競馬主催者協議会会長賞、東京都馬主会理事長賞、（一社）JBC協会賞、NAR生産牧場賞（2025年）。

## 概要
1955年に春の鞍として創設。1964年より東京都ダービーと名称が変更となり、1966年から現在の名称となった。1967年より2400メートルとなったが1996年に行われた南関東クラシックのアメリカンスタイルへの移行後の距離見直しに伴い、1999年に2000メートルに戻った。本競走の上位2着までに入った馬にはジャパンダートダービーの優先出走権が付与されていた（2023年まで）。
2006年から2023年まではダービーシリーズ（旧・ダービーWeek）が設けられその3 - 4戦目（年度によって多少左右される。2008年から2010年までは3年連続で4戦目）となっており、通常のGIファンファーレではなくダービーWeekオリジナルファンファーレが演奏された。また騎手の町田直希は18歳2か月でビービートルネードに騎乗して勝利し、同競走の最年少勝利記録を更新した。南関東以外の所属騎手としては金沢競馬場所属の吉原寛人が過去2度制覇している。
その一方で大井競馬場において通算21回リーディングジョッキーとなった的場文男が2021年まで39回挑戦して2着は10回あるものの勝利しておらず、これについては「大井の七不思議の1つ」とまで言われている。
また、2011年から種牡馬の次年度の配合権利が、優勝馬の馬主に副賞として贈られるようになっている（ダービーWeek#スタリオン賞を参照）。
ダートグレード競走移行前は地方競馬単独開催の重賞競走として古馬混合競走を含めて国内最高賞金額のレースであった。他の地方競馬場においては実力がありながらも賞金が低いが故に、また中央競馬においても現時点でダートの3歳路線が確立されていないこともあって、このレースを目標に大井を初めとする南関東地区に移籍してくる馬も少なくなかった。

### ダートグレード競走へ
2024年度から3歳ダート路線改革の一環として羽田盃とともにダートグレード競走としてJRA、他地区所属馬に解放、3歳ダート三冠競走のひとつとなりJpnIに格付けされた。出走資格も中央・地方所属を問わず3歳牡馬・牝馬限定となる（せん馬の出走ができなくなる）。1着賞金も現行の5000万円から1億円に増額となり、2023年時点でJBCクラシック、東京大賞典とならび地方競馬の最高額賞金であり、JRA含めたダートの重賞競走としてはともにGIであるフェブラリーステークス及びチャンピオンズカップの1億2000万円に次ぐものである。また、ダートグレード昇格及びダービーシリーズの休止に伴いファンファーレもダートグレード用のものに変更されることになった。
なお、初年度である2024年においては、フルゲート16頭に対してJRA4頭、地方12頭の割り当てとして施行される。

### 条件・賞金等（2025年）
出走資格
サラブレッド系3歳牡馬・牝馬（騸馬不可）、地方競馬選定馬及び中央競馬選定馬
負担重量
定量。牡馬57kg、牝馬55kg（南半球産2kg減）。
賞金等
賞金額は1着1億円、2着3500万円、3着2000万円、4着1000万円、5着500万円、着外手当25万円。
クリソベリルの配合権利が優勝馬馬主への副賞となっている。
生産牧場賞は150万円。

#### トライアル競走
2024年は以下の競走で優先出走権が得られる。
| 競走名               | 格付 | 施行競馬場 | 施行距離    | 優先出走権獲得条件                                |
| -------------------- | ---- | ---------- | ----------- | ------------------------------------------------- |
| クラウンカップ       | SIII | 川崎競馬場 | ダート1600m | 1着馬                                             |
| 羽田盃               | JpnI | 大井競馬場 | ダート1800m | 中央所属馬は5着以内の上位3頭、地方所属馬は上位3頭 |
| ユニコーンステークス | GIII | 京都競馬場 | ダート1900m | 2着以内の中央所属馬、地方所属馬各1頭              |
| 東京湾カップ         | SII  | 船橋競馬場 | ダート1700m | 1着馬                                             |

以下の競走については優先出走権ではないが、出走馬選定において優先されるものである。
| 競走名                 | 格付     | 施行競馬場 | 施行距離    | 条件  |
| ---------------------- | -------- | ---------- | ----------- | ----- |
| 西日本クラシック       | 重賞I    | 園田競馬場 | ダート1870m | 1着馬 |
| ダイヤモンドカップ     | M1       | 盛岡競馬場 | ダート1800m | 1着馬 |
| 東京ダービーチャレンジ | 特別競走 | 大井競馬場 | ダート2000m | 1着馬 |

2024年においてクラシックチャレンジは羽田盃の指定競走となっている。

#### その他
JRAから南関東への転入馬については2019年より東京ダービー出走時に限り、JRAの収得賞金を含めた番組賞金ではなく、南関東を含む地方競馬所属時の番組賞金を基に出走予定馬の選定を行う方式に変更された（即ち、JRAでの収得賞金はカウントされなくなった）ことから、（例として）2016年の優勝馬・バルダッサーレのようなJRAでデビューした馬が転厩初戦でいきなり東京ダービーに出走することは事実上不可能となった。これにより、出走するためには転入後に羽田盃ほかのトライアル競走で優先出走権を得るか、本競走に出走できるだけの収得賞金を予め加算しておく必要がある。
なお、2024年度から実施の3歳ダート三冠競走においてもこのルールは継続適用され、
- 出走馬の選定にあたっては、地方所属時における総収得賞金（着内賞金の総額）順を基本とする。
- 中央（JRA）からの転入馬については
  - 中央所属時に獲得した賞金については、上記の総収得賞金には加算しない。
  - 中央（JRA）からの転入初戦馬は、3歳ダート三冠競走には出走できない。

旨が決定・公表されている。

また、他地区における東京ダービー指定競走が東日本地区においてはダイヤモンドカップ（5月上旬・盛岡競馬場1800m）にて、西日本地区においては西日本クラシック（5月上旬・園田競馬場1870m）にて施行される。

### 2023年のトライアル競走
なお、以下は2023年においては本競走の優先出走権が得られる競走であった。いずれもダートでの施行。
| 競走名                 | 格付     | 施行競馬場 | 施行距離    | 優先出走権獲得条件 |
| ---------------------- | -------- | ---------- | ----------- | ------------------ |
| 羽田盃                 | SI       | 大井競馬場 | ダート1800m | 5着馬まで          |
| 東京湾カップ           | SII      | 船橋競馬場 | ダート1700m | 2着馬まで          |
| 東京ダービートライアル | 特別競走 | 大井競馬場 | ダート2000m | 1着馬              |
| クラシックトライアル   | 特別競走 | 大井競馬場 | ダート1800m | 1着馬              |

東京湾カップは2004年及び2006年以降に優先出走権が付与されるようになり、2011年からは優先出走権対象が2着までに拡大された。
東京ダービートライアルは2010年から実施。2010年は距離1800m、2着までに優先出走権が与えられていたが、2011年からは東京ダービーと同距離になり、優先出走権も優勝馬のみに付与される形に変更された。
クラシックトライアルは2017年から実施。

## 歴史

### 年表
- 1955年 - 4歳の競走馬による重賞競走「春の鞍」の名称で創設、大井競馬場・ダート2000mで第1回が施行された。
- 1964年 - 名称を「東京都ダービー」に変更。
- 1966年 - 名称を「東京ダービー」に変更。
- 1967年 - 施行距離をダート2400mに変更。
- 1975年 - 1着賞金が3000万円に増額。
- 1976年 - 1着賞金が3500万円に増額。
- 1980年 - 1着賞金が3800万円に増額。
- 1983年 - 羽田盃馬サンオーイが優勝。
- 1984年 - 1着賞金が3500万円に減額。
- 1985年 - 1着賞金が3400万円に減額。
- 1988年 - 1着賞金が4000万円に増額。
- 1989年
  - 1着賞金が4500万円に増額。
  - 羽田盃馬ロジータが優勝。牝馬としてはヒガシユリ以来24年ぶりの優勝となる。
- 1990年
  - 1着賞金が5200万円に増額。
  - 羽田盃馬アウトランセイコーが優勝。
- 1991年 - 1着賞金が6000万円に増額。
- 1992年 - 1着賞金が6800万円に増額。
- 1994年 - 1着賞金が6500万円に減額。
- 1995年 - 南関東地区のグレード制施行により、G1に格付け。
- 1996年
  - ファンファーレを「神聖なる優者達へ」に変更。
  - 売得金額が11億7309万5800円を記録し、同競走の1レース売上レコードを更新。
- 1997年 - 1着賞金が6600万円に増額。
- 1999年
  - 施行距離をダート2000mに変更。
  - 1着賞金が6500万円に減額。
  - 羽田盃馬オリオンザサンクスが優勝。
- 2001年
  - 馬齢表記を国際基準へ変更したのに伴い、競走条件を「4歳」から「3歳」に変更。
  - 1着賞金が5500万円に減額。
  - 無敗の南関東二冠（羽田盃、東京王冠賞）馬トーシンブリザードが優勝し、南関東三冠を達成。
- 2003年
  - 1着賞金が5000万円に減額。
  - 羽田盃馬ナイキアディライトが優勝。
- 2004年
  - ファンファーレを「優駿の名のもとに」に変更。
  - 無敗馬アジュディミツオーが優勝。
- 2005年
  - 1着賞金が4500万円に減額。
  - 羽田盃馬シーチャリオットが優勝。
- 2006年
  - ダービーWeekに参加。
  - ファンファーレを「夢への序幕」に変更。
- 2007年 - 日本のパートI国昇格に伴い、格付表記をSIに変更。
- 2008年 - 単勝10番人気のドリームスカイが優勝。三連単の払戻金が325万920円を記録し、大井競馬の重賞競走では史上最高配当となった。
- 2010年
  - ファンファーレを「凛として」に変更。
  - 中央競馬から転入していたマカニビスティーが優勝。その後中央競馬に再転入し、ジャパンダートダービーへの優先出走権を失った。
- 2011年
  - 1着賞金が4200万円に減額。
  - 羽田盃馬クラーベセクレタが優勝。牝馬としてはアポロピンク以来20年ぶりの優勝となる。
- 2014年 - 羽田盃馬ハッピースプリントが優勝。南関東以外の所属騎手による初制覇となった。
- 2016年 - 中央競馬から転入初戦となったバルダッサーレが優勝。
- 2017年 - 売得金額が6億6530万9100円を記録し、当日の入場者数も11583人を記録。
- 2018年 - 売得金額が7億2252万5600円を記録し、当日の入場者数も8378人を記録。
- 2019年
  - 出走予定馬の決定方法を地方競馬所属時の収得賞金から算定した番組賞金に変更。
  - 売得金額が8億339万9500円を記録し、当日の入場者数も11769人を記録。
- 2020年
  - 新型コロナウイルス感染拡大防止のため無観客開催。
  - 売得金額が9億3145万5400円を記録。
- 2021年
  - 1着賞金が5000万円に増額。
  - 新型コロナウイルス感染拡大防止のため、東京23区内在住の20歳以上に限定した事前応募による入場制限を実施。入場者数は166人を記録。
  - 売得金額が11億2953万2100円を記録し、1996年に記録した同競走の1レース売上レコードに迫った。
- 2022年
  - 単勝4番人気だった羽田盃馬のミヤギザオウがゲート内で転倒し、両飛節部挫傷により競走除外。
  - 返還後の売得金額が9億9652万1100円を記録し、当日の入場者数も4042人を記録。
- 2023年
  - 南関東所属馬限定競走として最後の開催。無敗の羽田盃馬ミックファイアが優勝。
  - 売得金額が11億2679万6900円を記録し、当日の入場者数も7436人を記録。
- 2024年
  - 3歳ダートグレード競走の再整備によりダートグレード競走とし、JpnIに格付け。
  - 競走条件を「3歳牡馬・牝馬」に変更。
  - 1着賞金が1億円に増額され、1994年度以来30年ぶりに東京大賞典と同額となる。地方競馬単独開催の重賞として東京大賞典及び川崎記念（2024年より）と並び最高額となる。
  - 競走名が「農林水産大臣賞典 東京ダービー」となる。
  - ファンファーレを「ダートグレード競走」に変更。
  - 地方競馬初のトラッキングシステムを導入[16]。
  - 売得金額が26億1759万2600円を記録し、同競走の1レース売上レコードを更新。当日の入場者数も13937人を記録。
- 2025年
  - ナチュラルライズが従来のレースレコードを1秒0更新する2分3秒8にて羽田盃に続く二冠を達成（3歳ダート三冠体系移行後初）。
  - 売得金額が前年比97.6%の25億5488万5700円と微減、入場者数も悪天候の影響もあり前年比77.2%の10765人と減。

## 歴代優勝馬
第1回から第12回及び第45回以降はダート2000m、第13回から第44回まではダート2400mにて施行。

| 回数   | 施行日        | 優勝馬             | 性齢 | 所属 | タイム   | 優勝騎手   | 管理調教師   | 馬主                                 |
| ------ | ------------- | ------------------ | ---- | ---- | -------- | ---------- | ------------ | ------------------------------------ |
| 第1回  | 1955年5月15日 | ローヤルレザー     | 牝3  | 大井 | 2:10 1/5 | 朝倉文四郎 | 水島角太郎   | 水島角太郎                           |
| 第2回  | 1956年5月15日 | オートネ           | 牡3  | 大井 | 2:10 0/5 | 栗田武     | 栗田金吾     | 井門昭二                             |
| 第3回  | 1957年5月15日 | ハツユキ           | 牡3  | 大井 | 2:10 3/5 | 永井繁     | 栗田金吾     | 大久保常吉                           |
| 第4回  | 1958年5月15日 | ダイニコトブキ     | 牡3  | 船橋 | 2:10 3/5 | 須田茂     | 出川己代造   | 出川日出                             |
| 第5回  | 1959年5月8日  | セイシヨウ         | 牡3  | 大井 | 2:11 0/5 | 吉田実     | 田村勝男     | 山田章                               |
| 第6回  | 1960年5月12日 | ダイサンコトブキ   | 牡3  | 船橋 | 2:10.6   | 矢熊寿     | 出川己代造   | 出川日出                             |
| 第7回  | 1961年5月10日 | ヤグチホープ       | 牡3  | 大井 | 2:10.9   | 矢熊寿     | 矢熊寿       | 近藤丈一                             |
| 第8回  | 1962年5月10日 | セルコール         | 牡3  | 船橋 | 2:09.5   | 須田茂     | 出川己代造   | 安達保多                             |
| 第9回  | 1963年5月10日 | シンニツケイ       | 牡3  | 大井 | 2:08.4   | 小筆昌     | 須田明雄     | 金井セイ                             |
| 第10回 | 1964年5月14日 | パールマウンテン   | 牡3  | 川崎 | 2:08.5   | 大和田五郎 | 長谷川蓮太郎 | 小尾洸                               |
| 第11回 | 1965年6月3日  | ヒガシユリ         | 牝3  | 川崎 | 2:07.1   | 佐々木竹見 | 青野四郎     | 坂本清五郎                           |
| 第12回 | 1966年6月9日  | シンオウ           | 牡3  | 大井 | 2:07.6   | 高柳恒男   | 武森辰己     | 米林徳蔵                             |
| 第13回 | 1967年6月5日  | ヒカルタカイ       | 牡3  | 大井 | 2:34.8   | 竹山隆     | 鏑木文一郎   | 高井正子                             |
| 第14回 | 1968年6月2日  | ウエルスダイバー   | 牡3  | 大井 | 2:34.1   | 高橋三郎   | 遠間波満行   | 椙岡ひて                             |
| 第15回 | 1969年6月19日 | ヤマノタイヨウ     | 牡3  | 大井 | 2:32.3   | 田畑勝男   | 田村勝男     | 山口米吉                             |
| 第16回 | 1970年6月9日  | リユウトキツ       | 牡3  | 川崎 | 2:33.3   | 佐々木吉郷 | 新貝一雄     | 新貝友三郎                           |
| 第17回 | 1971年6月25日 | フジプリンス       | 牡3  | 船橋 | 2:33.2   | 溝邉正     | 出川己代造   | 出川日出                             |
| 第18回 | 1972年6月19日 | トキワタイヨウ     | 牡3  | 大井 | 2:32.1   | 赤間清松   | 竹内美喜男   | 小宮喜美子                           |
| 第19回 | 1973年6月11日 | ヨウコウザン       | 牡3  | 大井 | 2:34.5   | 岡部正道   | 岡部猛       | 岡部公                               |
| 第20回 | 1974年6月22日 | ダイエイモンド     | 牡3  | 大井 | 2:33.2   | 高橋三郎   | 秋谷元次     | 大栄興業（株）                       |
| 第21回 | 1975年6月12日 | ゴールデンリボー   | 牡3  | 大井 | 2:35.2   | 赤間清松   | 竹内美喜男   | 滝沢チイ                             |
| 第22回 | 1976年6月14日 | ロツキライン       | 牡3  | 船橋 | 2:30.8   | 角田次男   | 熊坂明       | 安西競走馬（有）                     |
| 第23回 | 1977年6月7日  | サンコーモンド     | 牡3  | 大井 | 2:32.3   | 赤間清松   | 竹内美喜男   | （有）兼正商事                       |
| 第24回 | 1978年6月13日 | ハツシバオー       | 牡3  | 大井 | 2:30.8   | 宮浦正行   | 大山末治     | 佐久間有寿                           |
| 第25回 | 1979年6月12日 | ソウルシヤトー     | 牡3  | 大井 | 2:32.6   | 赤間清松   | 竹内美喜男   | （有）兼正商事                       |
| 第26回 | 1980年6月12日 | タカフジミノル     | 牡3  | 大井 | 2:32.3   | 赤間清松   | 斎藤義行     | （株）高藤                           |
| 第27回 | 1981年7月2日  | スズユウ           | 牡3  | 大井 | 2:34.0   | 武井秀治   | 朝倉文四郎   | 鈴木榮治                             |
| 第28回 | 1982年6月8日  | ダイシンシラユキ   | 牡3  | 船橋 | 2:33.4   | 田部和廣   | 出川己代造   | 高橋金次                             |
| 第29回 | 1983年6月1日  | サンオーイ         | 牡3  | 大井 | 2:33.0   | 赤間清松   | 秋谷元次     | 酒巻仁五郎                           |
| 第30回 | 1984年6月6日  | キングハイセイコー | 牡3  | 浦和 | 2:34.5   | 高橋三郎   | 横山栄次郎   | 井上丑松                             |
| 第31回 | 1985年6月5日  | ミルコウジ         | 牡3  | 川崎 | 2:35.2   | 本間茂     | 津久井巌     | 不動商事（有）                       |
| 第32回 | 1986年6月4日  | ハナキオー         | 牡3  | 大井 | 2:35.6   | 堀千亜樹   | 武森辰己     | 笠井忠一                             |
| 第33回 | 1987年6月3日  | ジヨージレツクス   | 牡3  | 大井 | 2:38.0   | 本間茂     | 赤間清松     | 須原秀晴                             |
| 第34回 | 1988年6月7日  | ウインドミル       | 牡3  | 大井 | 2:38.4   | 石川綱夫   | 朝倉文四郎   | 岩崎成雄                             |
| 第35回 | 1989年6月8日  | ロジータ           | 牝3  | 川崎 | 2:40.9   | 野崎武司   | 福島幸三郎   | 加藤富保                             |
| 第36回 | 1990年6月7日  | アウトランセイコー | 牡3  | 浦和 | 2:38.3   | 高橋三郎   | 廣瀬龍夫     | 山口克                               |
| 第37回 | 1991年6月6日  | アポロピンク       | 牝3  | 大井 | 2:37.2   | 鈴木啓之   | 小筆昌       | （有）馬の友舎                       |
| 第38回 | 1992年6月5日  | グレイドシヨウリ   | 牡3  | 大井 | 2:36.5   | 石崎隆之   | 大山二三夫   | 中村和夫                             |
| 第39回 | 1993年6月4日  | プレザント         | 牡3  | 船橋 | 2:36.0   | 桑島孝春   | 高松弘之     | 北條傳三                             |
| 第40回 | 1994年6月10日 | カネショウゴールド | 牡3  | 川崎 | 2:35.2   | 一ノ瀬亨   | 照沼一二     | 清水政治                             |
| 第41回 | 1995年6月8日  | ジョージタイセイ   | 牡3  | 大井 | 2:35.0   | 藤村和生   | 武森辰己     | 齊藤哲重                             |
| 第42回 | 1996年7月4日  | セントリック       | 牡3  | 大井 | 2:36.3   | 宮浦正行   | 岡部盛雄     | 吉岡善吾                             |
| 第43回 | 1997年7月10日 | サプライズパワー   | 牡3  | 船橋 | 2:35.7   | 石崎隆之   | 川島正行     | 舛添要一                             |
| 第44回 | 1998年7月9日  | アトミックサンダー | 牡3  | 船橋 | 2:34.3   | 張田京     | 川島正行     | 舛添要一                             |
| 第45回 | 1999年6月9日  | オリオンザサンクス | 牡3  | 大井 | 2:07.7   | 早田秀治   | 赤間清松     | 日浦桂子                             |
| 第46回 | 2000年6月7日  | ヒノデラスタ       | 牡3  | 船橋 | 2:06.9   | 桑島孝春   | 出川克己     | （有）ホースマン日の出               |
| 第47回 | 2001年6月7日  | トーシンブリザード | 牡3  | 船橋 | 2:07.5   | 石崎隆之   | 佐藤賢二     | 稲垣博信                             |
| 第48回 | 2002年5月30日 | キングセイバー     | 牡3  | 川崎 | 2:08.0   | 酒井忍     | 八木仁       | 木曽敏彦                             |
| 第49回 | 2003年6月11日 | ナイキアディライト | 牡3  | 船橋 | 2:08.9   | 石崎隆之   | 出川龍一     | 小野スミ                             |
| 第50回 | 2004年6月3日  | アジュディミツオー | 牡3  | 船橋 | 2:05.2   | 佐藤隆     | 川島正行     | 織戸眞男                             |
| 第51回 | 2005年6月8日  | シーチャリオット   | 牡3  | 船橋 | 2.05.3   | 内田博幸   | 川島正行     | ダーレー・ジャパン・レーシング（有） |
| 第52回 | 2006年6月7日  | ビービートルネード | 牡3  | 川崎 | 2.07.5   | 町田直希   | 武井榮一     | （有）坂東牧場                       |
| 第53回 | 2007年6月6日  | アンパサンド       | 牡3  | 川崎 | 2:05.0   | 戸崎圭太   | 池田孝       | 伊達秀和                             |
| 第54回 | 2008年6月4日  | ドリームスカイ     | 牡3  | 川崎 | 2:06.5   | 戸崎圭太   | 内田勝義     | （株）ドリームターフ                 |
| 第55回 | 2009年6月3日  | サイレントスタメン | 牡3  | 川崎 | 2:06.7   | 金子正彦   | 足立勝久     | 宮澤静雄                             |
| 第56回 | 2010年6月2日  | マカニビスティー   | 牡3  | 大井 | 2:06.7   | 戸崎圭太   | 松浦備       | 備前島敏子                           |
| 第57回 | 2011年6月8日  | クラーベセクレタ   | 牝3  | 船橋 | 2:06.5   | 戸崎圭太   | 川島正行     | （有）サンデーレーシング             |
| 第58回 | 2012年6月6日  | プレティオラス     | 牡3  | 大井 | 2:06.8   | 本橋孝太   | 森下淳平     | 伊達泰明                             |
| 第59回 | 2013年6月5日  | インサイドザパーク | 牡3  | 船橋 | 2:07.2   | 左海誠二   | 林正人       | 山口裕介                             |
| 第60回 | 2014年6月4日  | ハッピースプリント | 牡3  | 大井 | 2:05.9   | 吉原寛人   | 森下淳平     | （有）辻牧場                         |
| 第61回 | 2015年6月3日  | ラッキープリンス   | 牡3  | 浦和 | 2:07.5   | 今野忠成   | 小久保智     | 国田正忠                             |
| 第62回 | 2016年6月8日  | バルダッサーレ     | 牡3  | 大井 | 2:06.9   | 吉原寛人   | 中道啓二     | 伊達敏明                             |
| 第63回 | 2017年6月7日  | ヒガシウィルウィン | 牡3  | 船橋 | 2:06.9   | 森泰斗     | 佐藤賢二     | （株）MMC                            |
| 第64回 | 2018年6月6日  | ハセノパイロ       | 牡3  | 船橋 | 2:06.7   | 矢野貴之   | 佐藤賢二     | 長谷川文夫                           |
| 第65回 | 2019年6月5日  | ヒカリオーソ       | 牡3  | 川崎 | 2:09.4   | 山崎誠士   | 岩本洋       | 西森鶴                               |
| 第66回 | 2020年6月3日  | エメリミット       | 牡3  | 船橋 | 2:06.9   | 山口達弥   | 林正人       | （有）太盛                           |
| 第67回 | 2021年6月9日  | アランバローズ     | 牡3  | 船橋 | 2:06.6   | 左海誠二   | 林正人       | 猪熊広次                             |
| 第68回 | 2022年6月8日  | カイル             | 牡3  | 浦和 | 2:07.1   | 本橋孝太   | 小久保智     | 島川隆哉                             |
| 第69回 | 2023年6月7日  | ミックファイア     | 牡3  | 大井 | 2:04.8   | 御神本訓史 | 渡邉和雄     | 星加浩一                             |
| 第70回 | 2024年6月5日  | ラムジェット       | 牡3  | JRA  | 2:05.1   | 三浦皇成   | 佐々木晶三   | 前田幸治                             |
| 第71回 | 2025年6月11日 | ナチュラルライズ   | 牡3  | JRA  | 2:03.8   | 横山武史   | 伊藤圭三     | 吉岡寛行                             |

※タイム：第1〜5回 1/5秒表示、第6回〜 1/10秒表示

### 父仔制覇
過去に1組の父仔制覇の例がある。
| 組    | 父馬名     | 優勝回 | 仔馬名       | 優勝回 |
| ----- | ---------- | ------ | ------------ | ------ |
| 1組目 | ミルコウジ | 第31回 | セントリック | 第42回 |

### 記録
レースレコード（2000m短縮後）
2分3秒8（ナチュラルライズ、第71回）
最多優勝騎手
6勝（赤間清松）
最多優勝調教師
5勝（川島正行、出川己代造）
レースレコードを除き第69回終了時点

### 参考記録
日本ダービー（JRA）とのダブル制覇した馬主
（有）サンデーレーシング…2011年日本ダービー：オルフェーヴル、2011年東京ダービー：クラーベセクレタ
猪熊広次…2019年日本ダービー：ロジャーバローズ、2021年東京ダービー：アランバローズ
前田幸治…2014年日本ダービー：ワンアンドオンリー、2024年東京ダービー：ラムジェット